# Batocera wallacei
Batocera wallacei là một loài bọ cánh cứng trong họ Cerambycidae.

## Hình ảnh

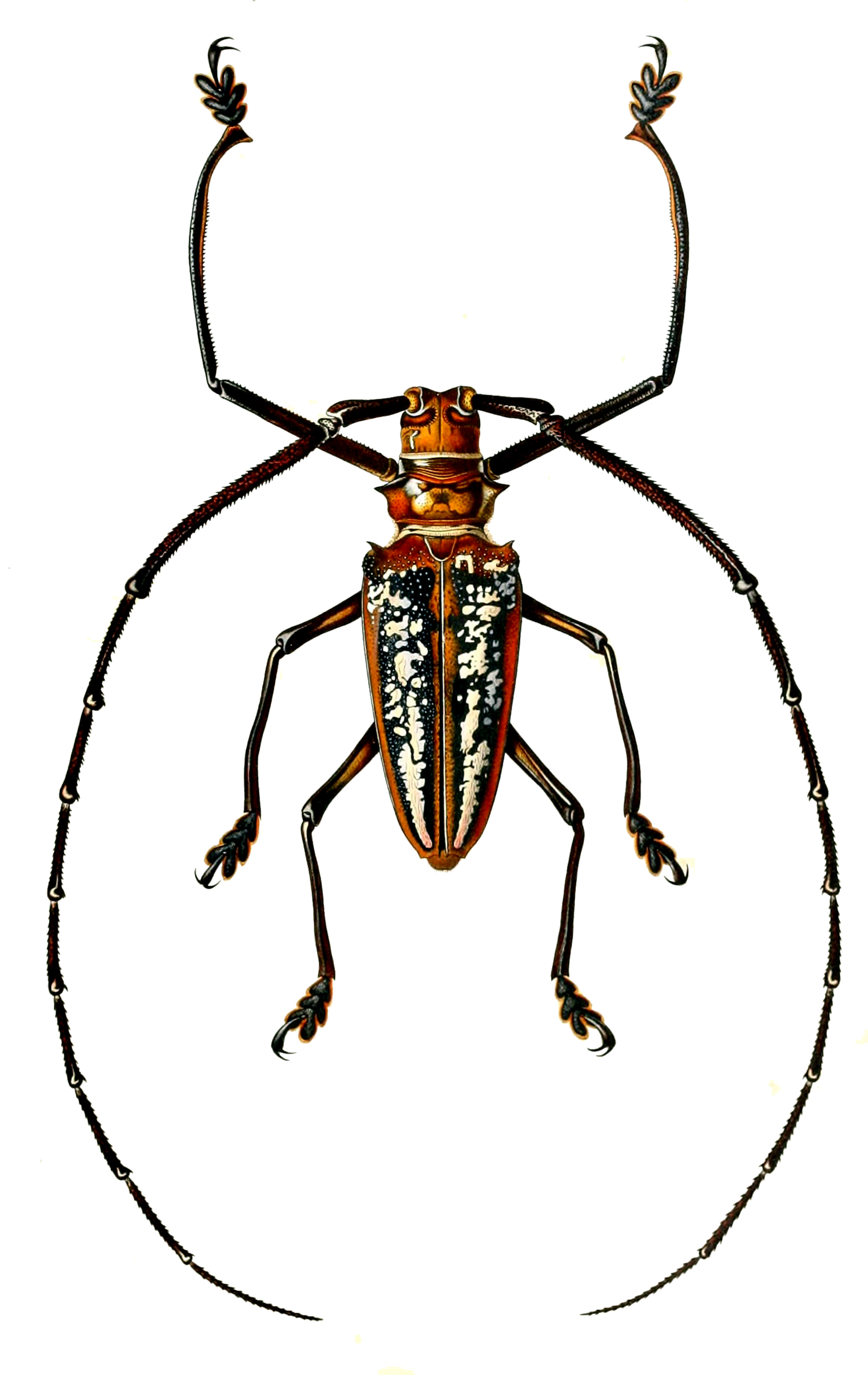
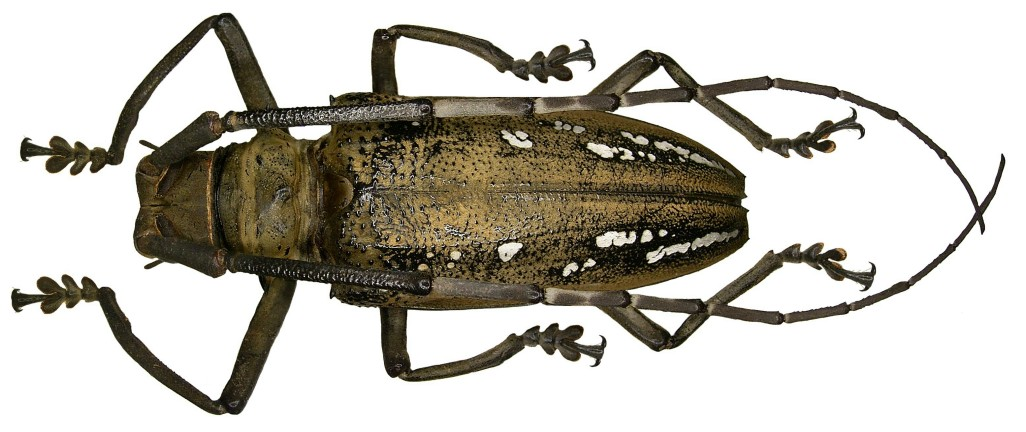
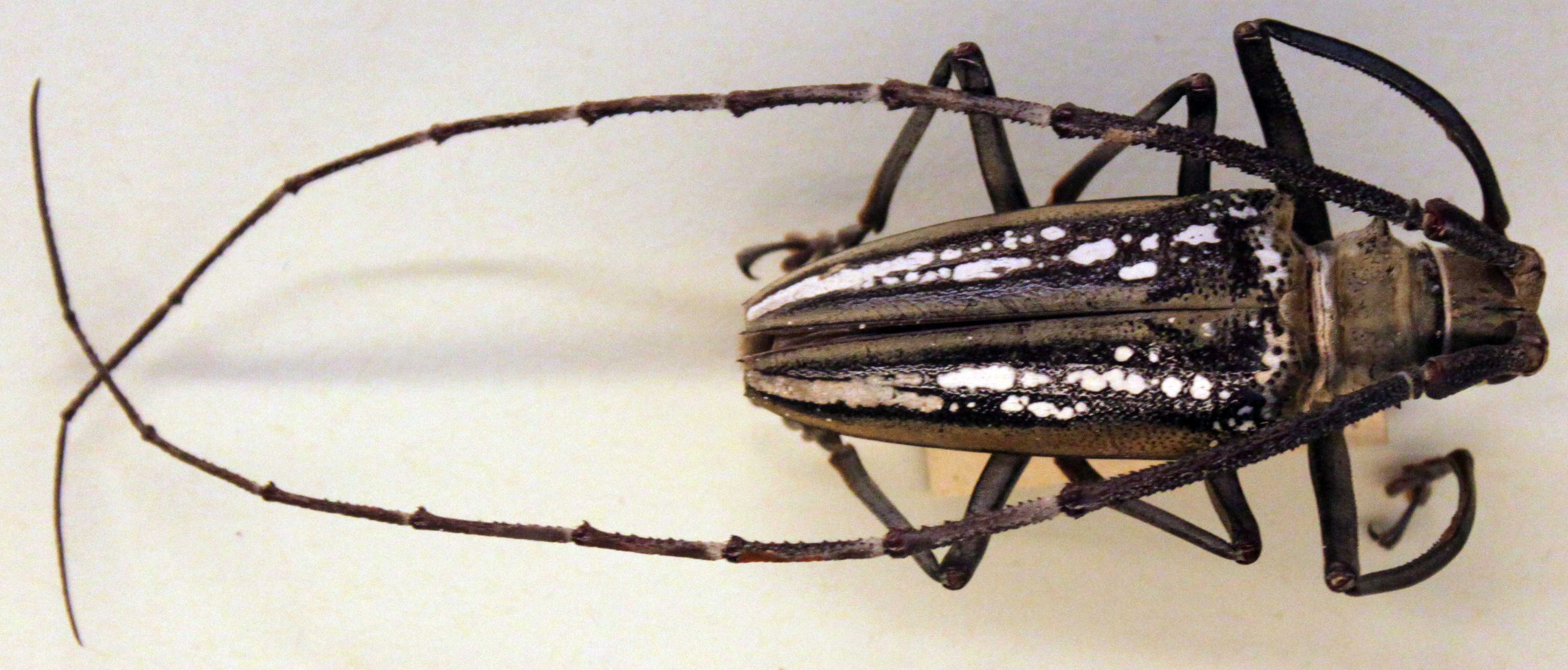
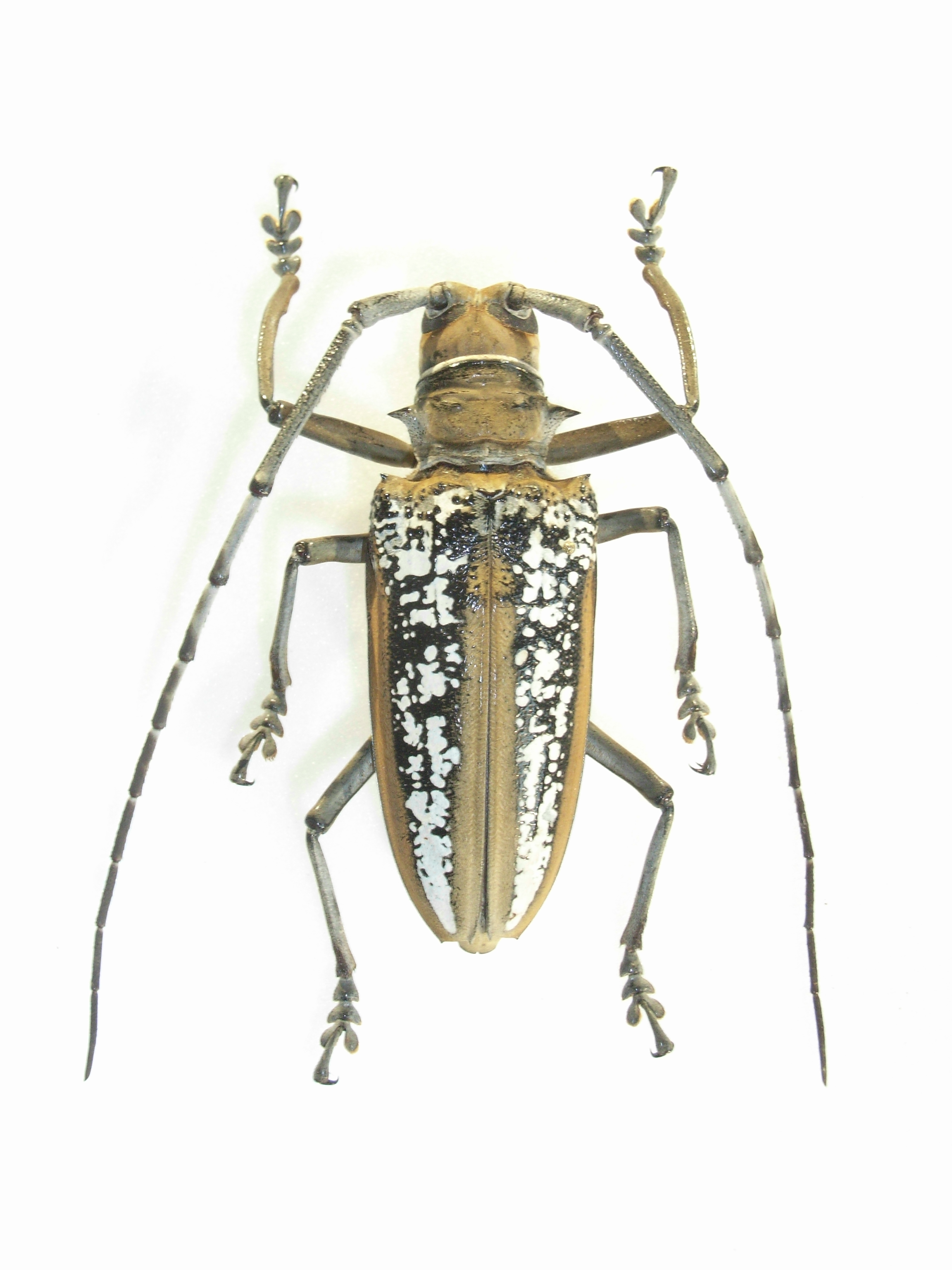